# Guilberville
Guilberville foi uma comuna francesa na região administrativa da Normandia, no departamento Mancha. Estendia-se por uma área de 22,42 km². Em 2010 a comuna tinha 994 habitantes (densidade: 44,3 hab./km²).
Em 1 de janeiro de 2016, passou a formar parte da nova comuna de Torigny-les-Villes.